# Amiota stylopyga
Amiota stylopyga este o specie de muște din genul Amiota, familia Drosophilidae, descrisă de Wakahama și Toyohi Okada în anul 1958. Conform Catalogue of Life specia Amiota stylopyga nu are subspecii cunoscute.